# Стонуолл (округ)
Округ Стонуолл (англ. Stonewall County) расположен в США, штате Техас. Официально образован в 1876 году из участков округов Бэр и Янг, и назван в честь Томаса Джонатана Джексона, прозванного Стонуолл (Каменная стена) — знаменитого генерала конфедератов. По состоянию на 2000 год, численность населения составляла 1693 человек. Окружным центром является город Аспермонт.

## География
По данным Бюро переписи США, общая площадь округа равняется 2383 км², из которых 2379 км² суша и около 4 км² или 0,17% это водоёмы.

### Соседние округа
- Джонс (юго-восток)
- Кент (запад)
- Кинг (север)
- Фишер (юг)
- Хаскелл (восток)

### Значительные географические объекты
- Двойная гора (англ. Double Mountain) — наивысшая точка округа и окрестностей в радиусе 260 километров.
- Слияние притоков реки Бразос — Дабл-Маунтин-Форк и Солт-Форк-Бразос.

## Демография
По данным переписи населения 2000 года в округе проживало 1693 жителей, в составе 713 хозяйств и 492 семей. Плотность населения была менее 1 человека на 1 квадратный километр. Насчитывалось 936 жилых дома, при плотности покрытия менее 1 постройки на 1 квадратный километр. По расовому составу население состояло из 88,25% белых, 2,95% чёрных или афроамериканцев, 0,35% коренных американцев, 0,35% азиатов, 6,44% прочих рас, и 1,65% представители двух или более рас. 11,75% населения являлись испаноязычными или латиноамериканцами.
Из 713 хозяйств 26,4% воспитывали детей возрастом до 18 лет, 56,5% супружеских пар живущих вместе, в 8,8% семей женщины проживали без мужей, 30,9% не имели семей. На момент переписи 29% от общего количества жили самостоятельно, 15,1% лица старше 65 лет, жившие в одиночку. В среднем на каждое хозяйство приходилось 2,32 человека, среднестатистический размер семьи составлял 2,83 человека.

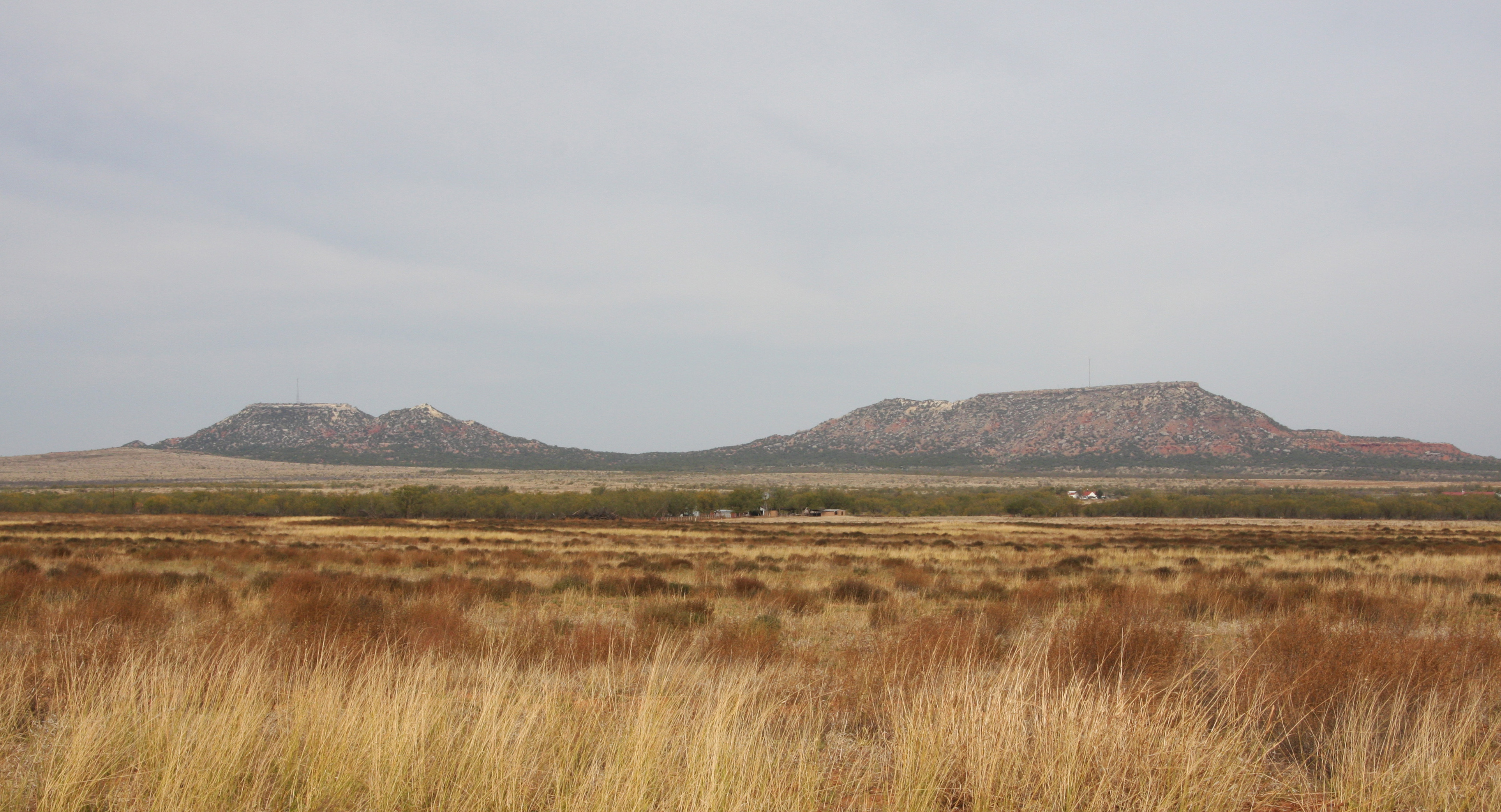
Двойная гора

Показатели по возрастным категориям в округе были следующие: 22,8% жители до 18 лет, 6,2% от 18 до 24 лет, 22,6% от 25 до 44 лет, 24,5% от 45 до 64 лет, и 24% старше 65 лет. Средний возраст составлял 44 года. На каждых 100 женщин приходилось 90 мужчин. На каждых 100 женщин в возрасте 18 лет и старше приходилось 91,1 мужчин.
Средний доход на хозяйство в округе составлял 27 935 $, на семью — 35 571 $. Среднестатистический заработок мужчины был 27 083 $ против 15 000 $ для женщины. Доход на душу населения был 16 094 $. Около 14,8% семей и 19,13% общего населения находились ниже черты бедности. Среди них было 31,5% тех кому ещё не исполнилось 18 лет, и 14,5% тех кому было уже больше 65 лет.

## Политическая ориентация
На президентских выборах 2008 года Джон Маккейн получил 71,29% голосов избирателей против 28,03% у демократа Барака Обамы.
В Техасской палате представителей округ Стонуолл числится в составе 68-го района. Интересы округа представляет республиканец Дрю Спрингер из Манстера.

## Населённые пункты

### Города, посёлки, деревни
- Аспермонт

### Немуниципальные территории
- Олд-Глори
- Пикок
- Свенсон

### Заброшенные населённые пункты
- Рат-Сити

## Образование
Большую часть жителей Стонуолла обслуживает школьный округ Аспермонт.

## Галерея
|                                                           |                                 |                     |
| Развалины моста через Дабл-Маунтин-Форк в районе Рат-Сити | Беседка в музее города Рат-Сити | Магазины Аспермонта |